# Camouflage dazzle

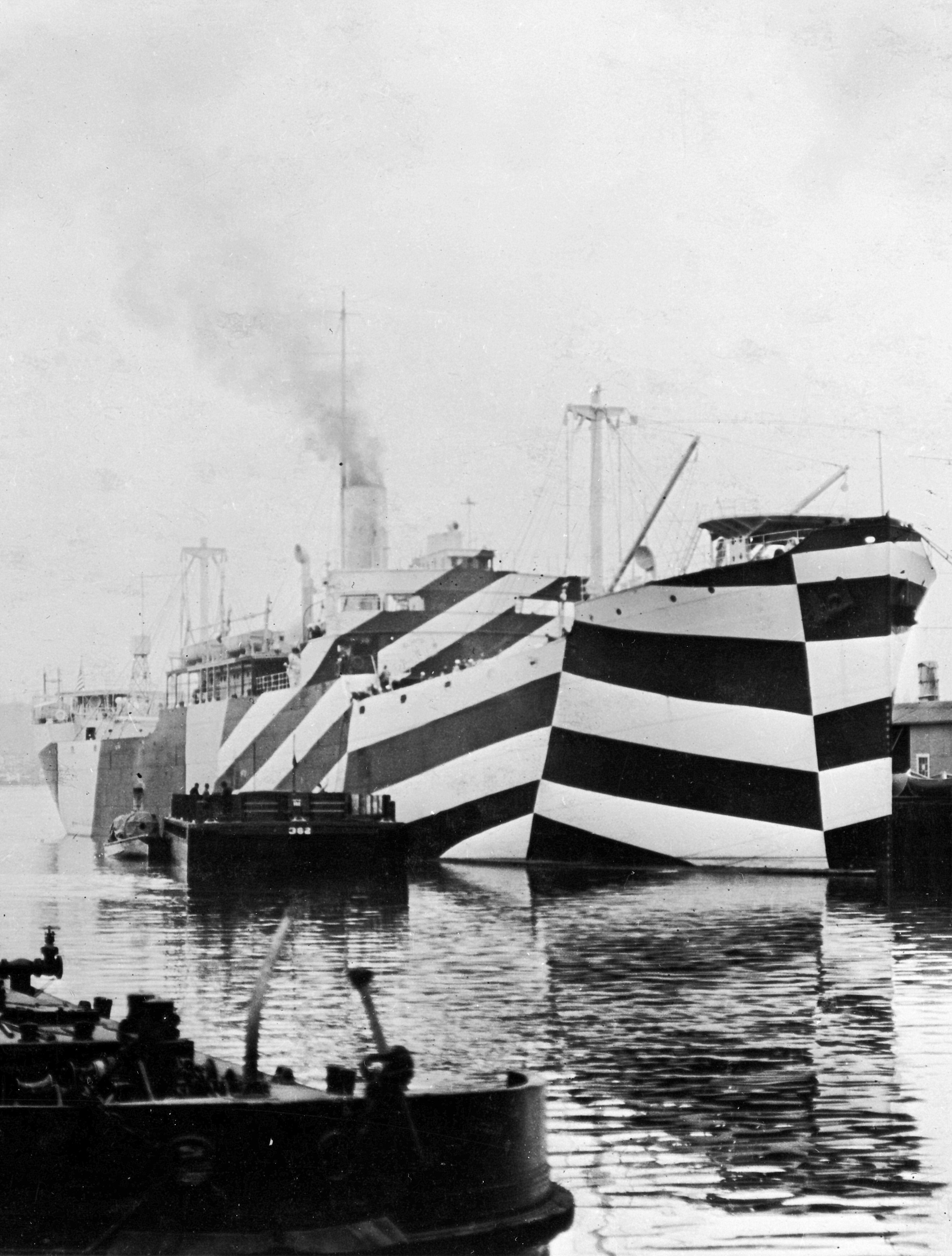
L'USS West Mahomet en camouflage en (1918).

Le camouflage disruptif, aussi connu sous les noms de razzle dazzle aux États-Unis et de camouflage dazzle (dazzle signifie « éblouir » en anglais), est une technique de camouflage destinée à protéger un navire des tirs d'artillerie et de torpilles, en provoquant des erreurs d'appréciation sur sa position et son cap.
Attribué à l'artiste Norman Wilkinson, ce camouflage repose sur un motif formé d'un enchevêtrement de lignes obliques irrégulières et de couleurs très contrastées.
Très utilisé dans la dernière année de la Première Guerre mondiale, moins pendant la Seconde Guerre mondiale, il devint obsolète à l'avènement d'une nouvelle technique de détection, le radar. Il s'intègre, depuis la fin du XXe siècle, aux efforts de furtivité maritime et aéronautique.

## Principe

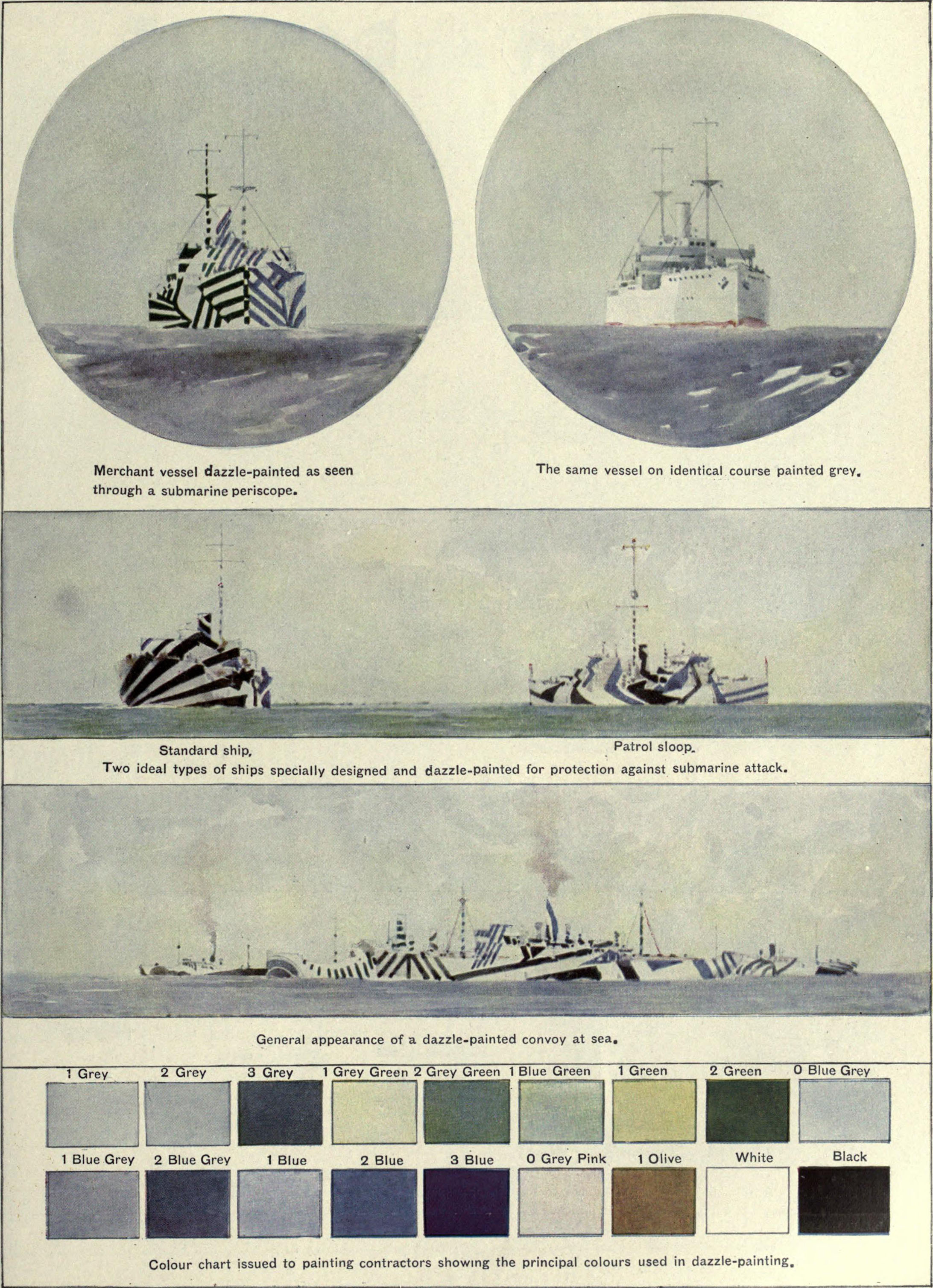
Illustration de l’Encyclopædia Britannica (1922) sur l'utilisation de navires camouflés (dazzle-painted ships).

L'objectif de cette peinture n'est pas de dissimuler le navire, mais de gêner l'identification de type de bâtiment et l'estimation de sa vitesse et son cap. Son efficacité repose sur la difficulté à utiliser un télémètre, que les artilleurs marins utilisaient pour régler le tir, sur des motifs contrastés et sans structure compréhensible. L'observateur peine à déterminer s'il voit la proue ou la poupe, et il lui est difficile de dire si le navire se rapproche ou s'éloigne.
Les appareils de visée de l'époque étaient des télémètres optiques de plusieurs mètres d'envergure. L'observateur devait régler l'appareil de façon à obtenir la coïncidence de deux parties de l'image. Quand les deux facettes de l'image de la cible projetée dans l'oculaire par un jeu de miroirs se rejoignent parfaitement, une réglette donne la distance. Les bras du télémètre sont horizontaux ; la parallaxe ne joue que sur les verticales. L'observateur doit en trouver une, dont il mettra la partie haute dans le prolongement de la partie basse. Les motifs disruptifs avaient pour but de perturber la reconstitution d'une image continue dans l'appareil : même lorsque les deux facettes étaient correctement alignées, l'enchevêtrement de lignes brisées du camouflage devait donner l'impression que l'image finale était mal reconstituée[réf. nécessaire].
Il est impossible de camoufler un navire de surface à la vue d'un sous-marin. Sa silhouette se détache toujours sur l'horizon dans le périscope bas sur l'eau. L'attaquant, en revanche, doit estimer rapidement, sans télémètre, la distance, le cap et la vitesse de sa cible. La faible vitesse des torpilles oblige à anticiper la position du navire au moment où il croisera la trajectoire de l'engin. Les peintures fortement contrastées empêchent de distinguer la véritable forme du navire et l'endroit où se forment les vagues d'étrave.

## Origine
Aux États-Unis, les peintres Abbott Handerson Thayer et George de Forest Brush étudièrent la transposition maritime des méthodes animales de dissimulation. Les rayures contrastées d'un zèbre ne lui permettent pas de se fondre dans son environnement, mais elles l'aident à échapper aux prédateurs, en perturbant leur perception de la distance et du mouvement. S'inspirant des travaux de Thayer, le zoologiste John Graham Kerr proposa dès 1914 de briser, par la peinture, les lignes des navires ; le First Lord of the Admiralty, Winston Churchill, rejeta son projet.
L'origine du concept est attribuée à Norman Wilkinson, peintre de profession et lieutenant réserviste dans la Royal Navy pendant la Première Guerre mondiale. Assigné à diverses missions de patrouille anti-sous-marine et de déminage pendant la bataille de l'Atlantique de 1917, il apprend en avril 1917 les ravages causés par les U-boote allemands qui procèdent à la destruction systématique des navires marchands des Alliés. Il réfléchit alors à un moyen de soustraire les navires à la vue des périscopes. Constatant qu'aucune technique ne le permettrait, il eut l'idée de recourir à des motifs en lignes brisées pour peindre les navires, afin de brouiller la vision des sous-mariniers.
L'idée du camouflage disruptif séduisit l'Amirauté britannique, qui avait déjà testé de nombreuses peintures différentes pour contrarier les attaques répétées des sous-marins. L'essai du nouveau procédé sur le navire marchand SS Industry conclut à l'efficacité de la méthode. L'Amirauté créa une unité de brouillage perceptif confiée au lieutenant Wilkinson. Installée dans les studios de la Royal Academy of Arts de Londres et composée deux douzaines d'artistes et d'étudiants de l'académie (camoufleurs, modélistes, préparateurs de plans de construction), elle devait créer les schémas, les appliquer à des modèles et les soumettre à la critique d'observateurs expérimentés, qui disposaient d'un studio aménagé pour recréer les conditions d'observation au périscope. Les schémas retenus devaient servir à préparer les plans définitifs destinés aux peintres à quai. Le plus célèbre d'entre eux était le peintre vorticiste Edward Wadsworth, qui supervisa le camouflage de plus de deux cents navires militaires et immortalisa ses créations sur des toiles après la guerre.
Dans une conférence de 1919, Norman Wilkinson expliquait ceci[réf. souhaitée] :

« L'objectif de ces motifs n'était pas tant de faire échouer les tirs de l'adversaire, mais de l'induire en erreur, lorsque le navire était visé, quant à la position exacte sur laquelle il devait faire feu. [Le camouflage disruptif était] une façon de produire un effet d'optique par lequel les formes habituelles d'un navire sont brisées par une masse de couleurs fortement contrastées, augmentant ainsi la difficulté pour un sous-marin de décider sur quelle trajectoire attaquer le navire… Les couleurs les plus utilisées étaient le noir, le blanc, le bleu et le vert… Lors de la conception d'un schéma, les lignes verticales étaient à éviter. Les lignes inclinées, courbées et les rayures sont de loin les meilleures et engendrent une plus grande distorsion de l'image. »

Vues d'artiste
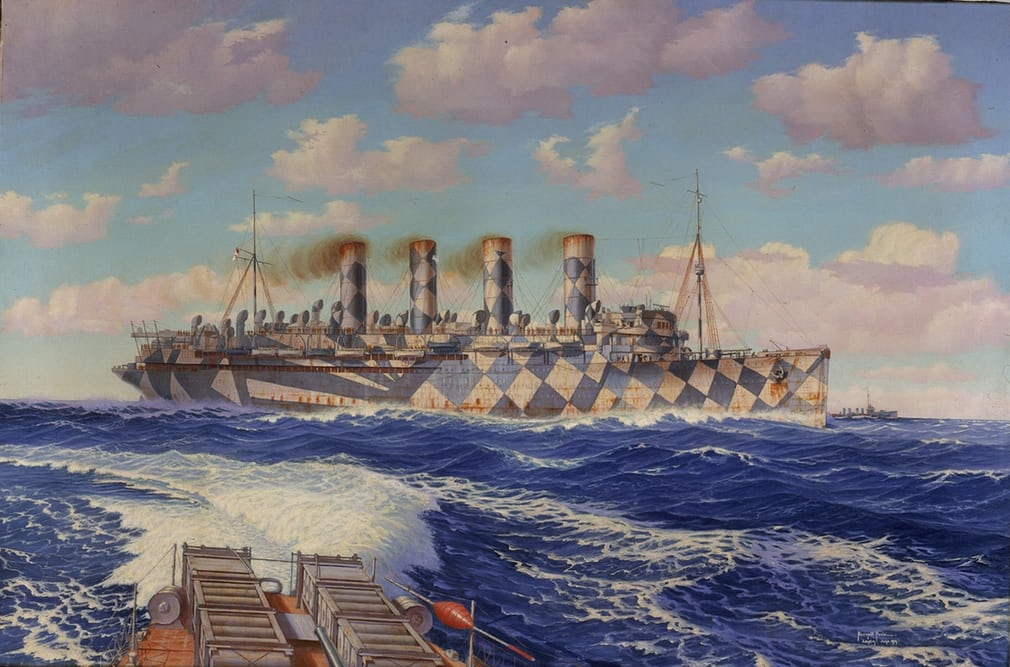
Le RMS Mauretania, reconverti en navire de transport de troupes lors de la Première Guerre mondiale, repeint en dazzle (par Burnell Poole).
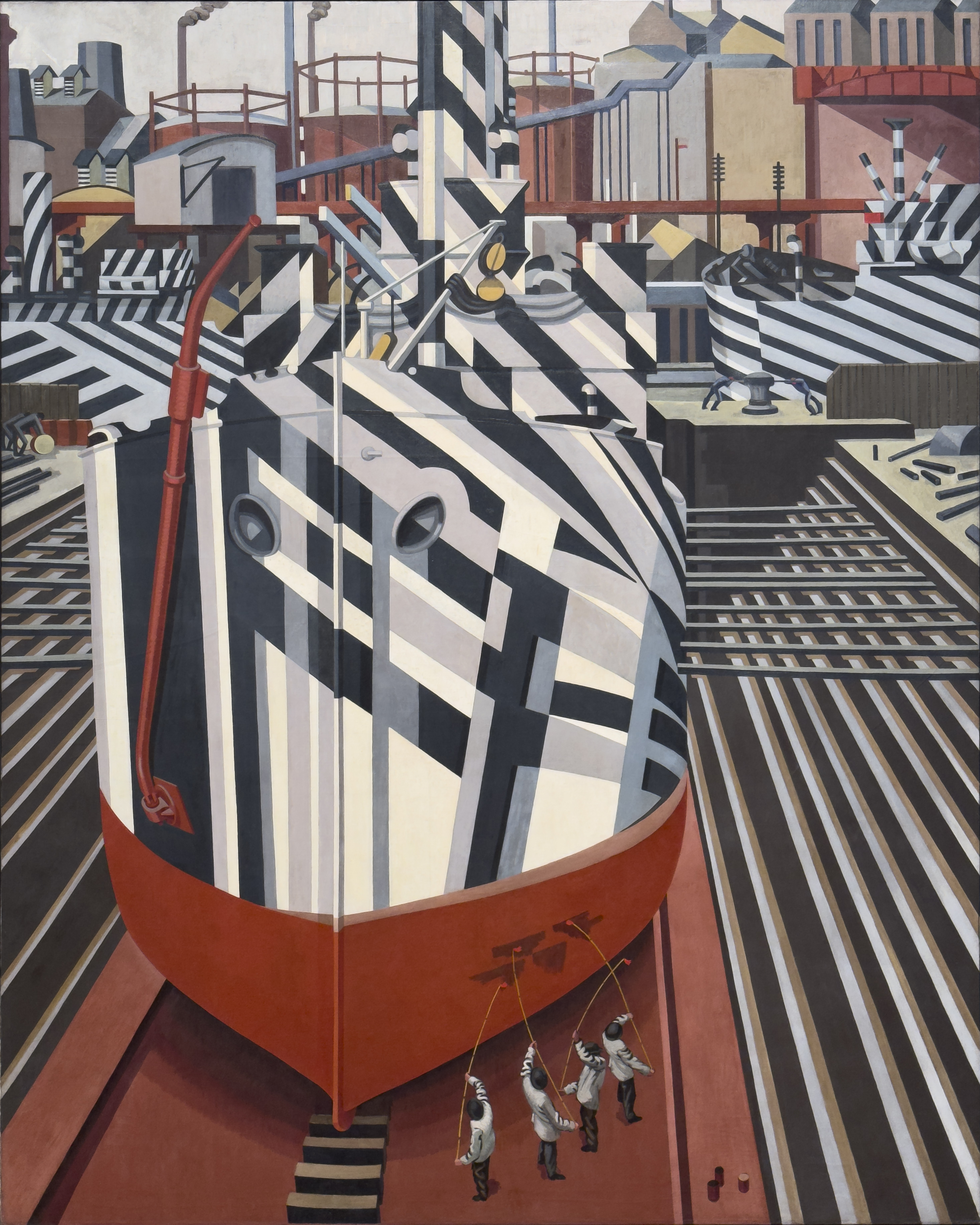
Camouflage en cale sèche à Liverpool. Peinture à l'huile d'Edward Wadsworth (1919).
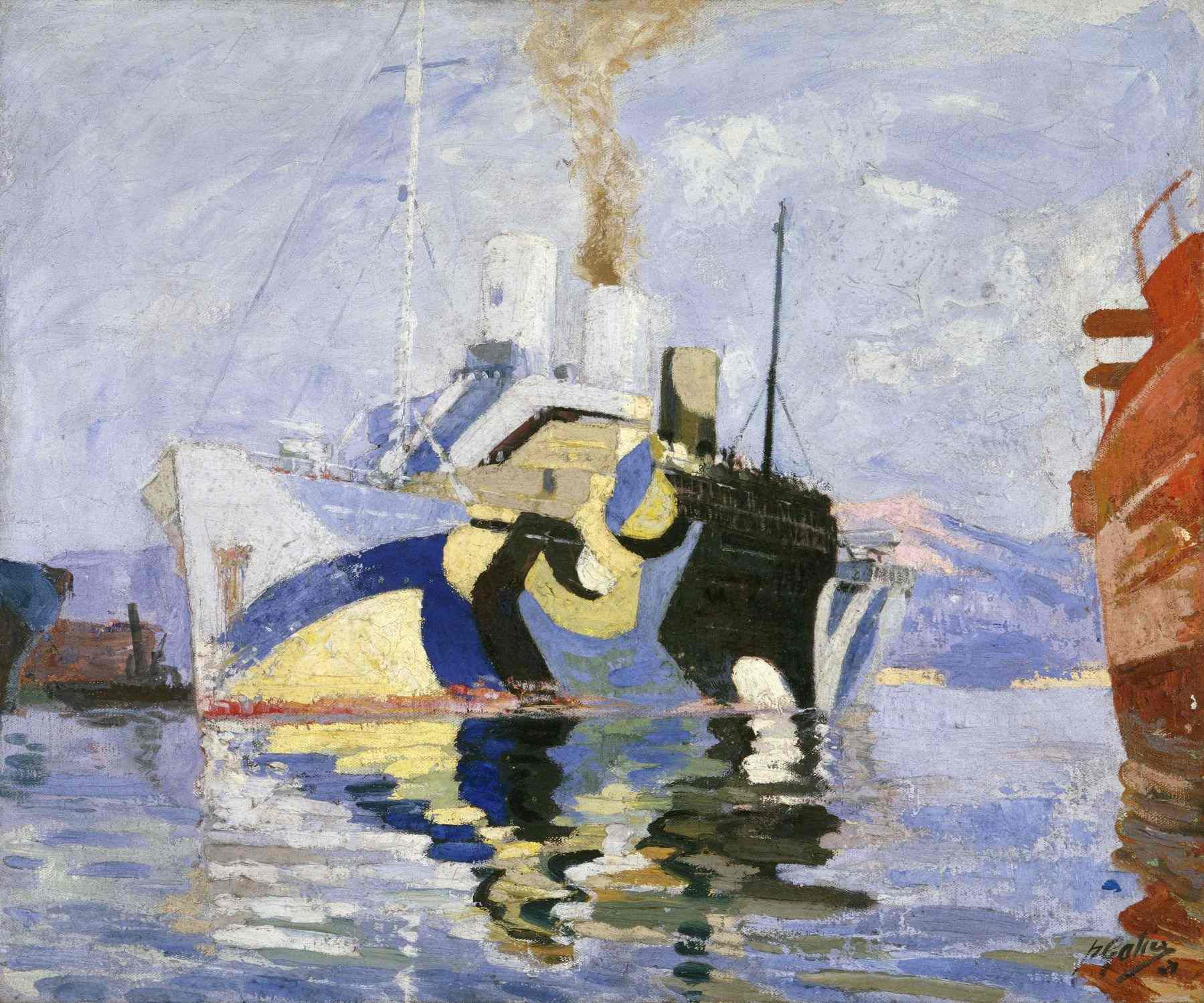
« Bateau camouflé en rade de Toulon » Peinture à l'huile de Pierre Gatier, après 1919. SS Lutetia (en) à Toulon[3].

## Utilisations

### Première Guerre mondiale

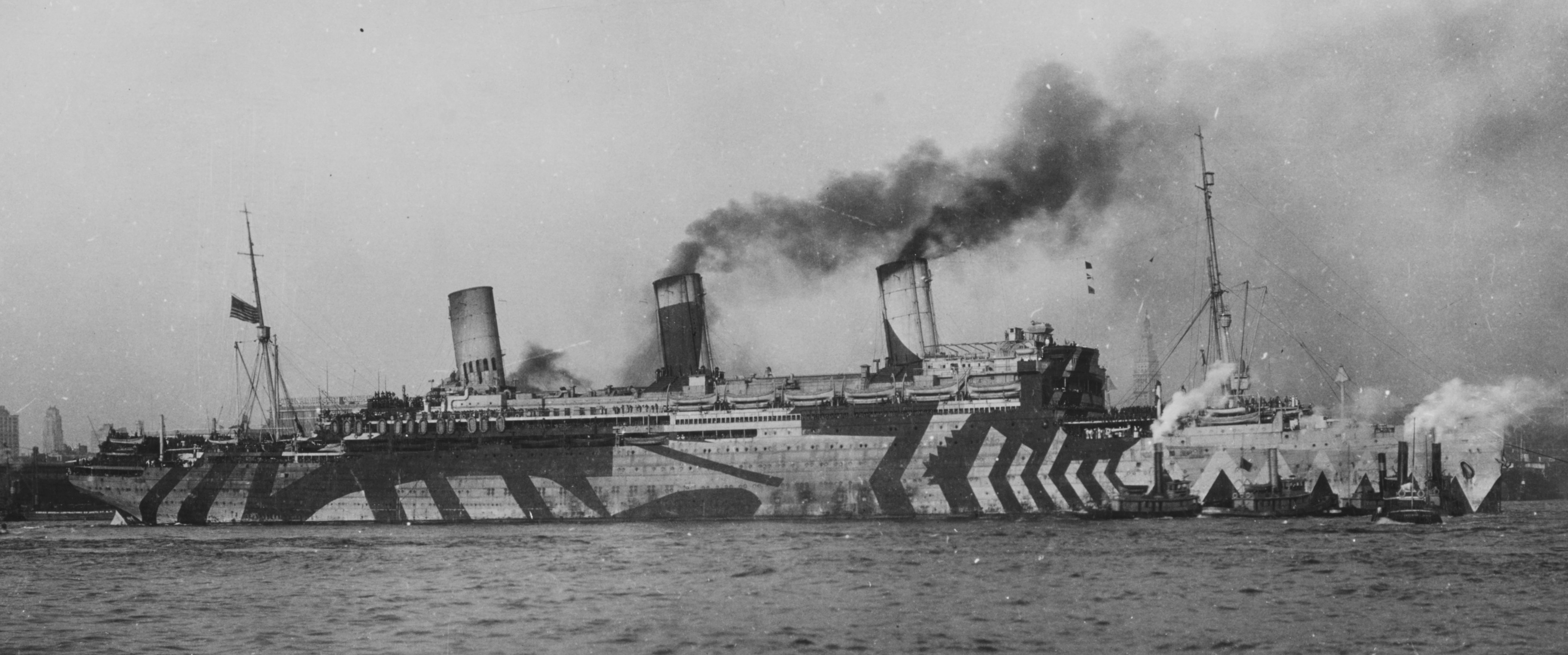
Le en camouflage en (1918).

Les Britanniques employèrent le camouflage disruptif dès août 1917, sur le navire marchand HMS Alsatian. Protéger les navires de charge était une priorité, car, bien plus lents que les navires de guerre et les grands paquebots, ils étaient la cible privilégiée des sous-marins. Le camouflage fut ensuite rapidement étendu à l'ensemble des navires de guerre. Dès la fin 1917, plus de 400 navires avaient été repeints de la sorte.
La marine française établit une section de camouflage naval en novembre 1917. Le peintre impressionniste Everett Warner, familier avec les techniques de camouflage testées par l'armée américaine, proposa un concept similaire à l’US Navy. Celle-ci jugea l'idée intéressante et l'intégra en 1918 dans son arsenal de techniques de camouflage, en plaçant Warner à la tête d'une unité de recherche, appelant le lieutenant Wilkinson en tant que consultant pendant un mois à Washington afin de mettre leurs idées en commun. « À partir de 1917 et en l'espace d'un an, plus de 4 400 navires, civils ou militaires, ont été repeints selon des méthodes s'inspirant directement de l'art abstrait et du cubisme pour échapper aux torpilles ennemies. »
La généralisation du camouflage disruptif stimulera les recherches scientifiques sur la reconnaissance des formes, qui avaient été insuffisantes dans la Marine royale. Ces études portaient essentiellement sur l'impact des différents types de motifs et sur l'efficacité des couleurs utilisées (avec pour facteurs la réflexion lumineuse, la teinte et la saturation).
Durant les deux guerres mondiales, d'anciens paquebots de ligne, propriétés de compagnies maritimes civiles telles que la Cunard Line, furent réquisitionnés et intégrés dans la flotte britannique, pour soutenir l'effort de guerre. Ces navires auxiliaires furent équipés de pièces d'artillerie et repeints en camouflage disruptif. Le RMS Empress of Russia (en), de la compagnie de transports de passagers Canadian Pacific Steamships, en est un exemple.

### Entre-deux-guerres
Bien que très utilisé à la fin de la Première Guerre mondiale, il tomba en désuétude durant l'entre-deux-guerres, notamment pour la connotation négative que lui prêtait l'Amirauté britannique. Celle-ci affirma que ce camouflage n'avait pas d'effet significatif sur les tirs de sous-marins, et qu'il était préférable de revenir à une peinture plus sobre[réf. nécessaire]. Le développement des techniques modernes (sonar, radar) rendit ce camouflage caduc dès 1921.
Si l'efficacité du camouflage disruptif n'a effectivement jamais été véritablement démontrée, il a tout de même eu le mérite d'améliorer le moral de l'équipage. Il a également eu un impact positif auprès des civils ; voir des centaines de navires colorés à quai était une première dans l'histoire maritime[réf. souhaitée].

### Seconde Guerre mondiale

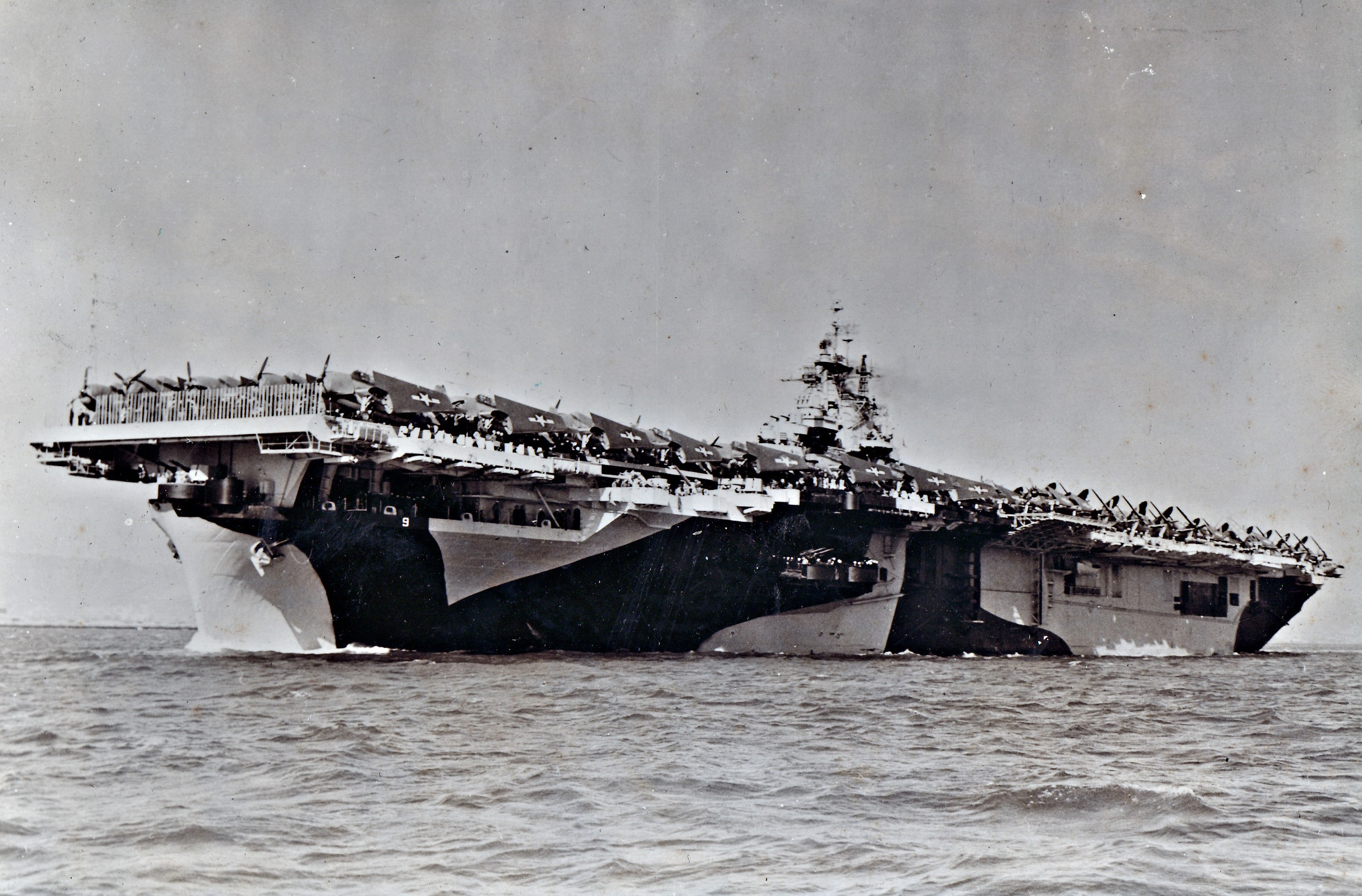
Le porte-avions, repeint en 1944.

Ce camouflage servira au cours de la Seconde Guerre mondiale, mais de façon beaucoup moins généralisée. En effet, les progrès réalisés dans les systèmes de détection (notamment le radar) ont rendu ce camouflage obsolète. Qui plus est, la montée en puissance de l'aviation constituait une nouvelle menace pour les navires de guerre, et les couleurs vives et colorées de leur coque facilitaient leur repérage depuis le ciel (jaune, violet, vert clair, etc.).
Vers la fin de la guerre, l’US Navy lança un programme de camouflage à grande échelle, pour tous les cuirassés de la classe Tennessee et quelques porte-avions de la classe Essex. En effet, une fois la menace de l'aviation japonaise écartée, les sous-marins redevenaient la menace principale, et le camouflage disruptif retrouvait son utilité. Chaque schéma devait passer par un protocole d'évaluation avant d'être validé et appliqué en série.

### Utilisations modernes

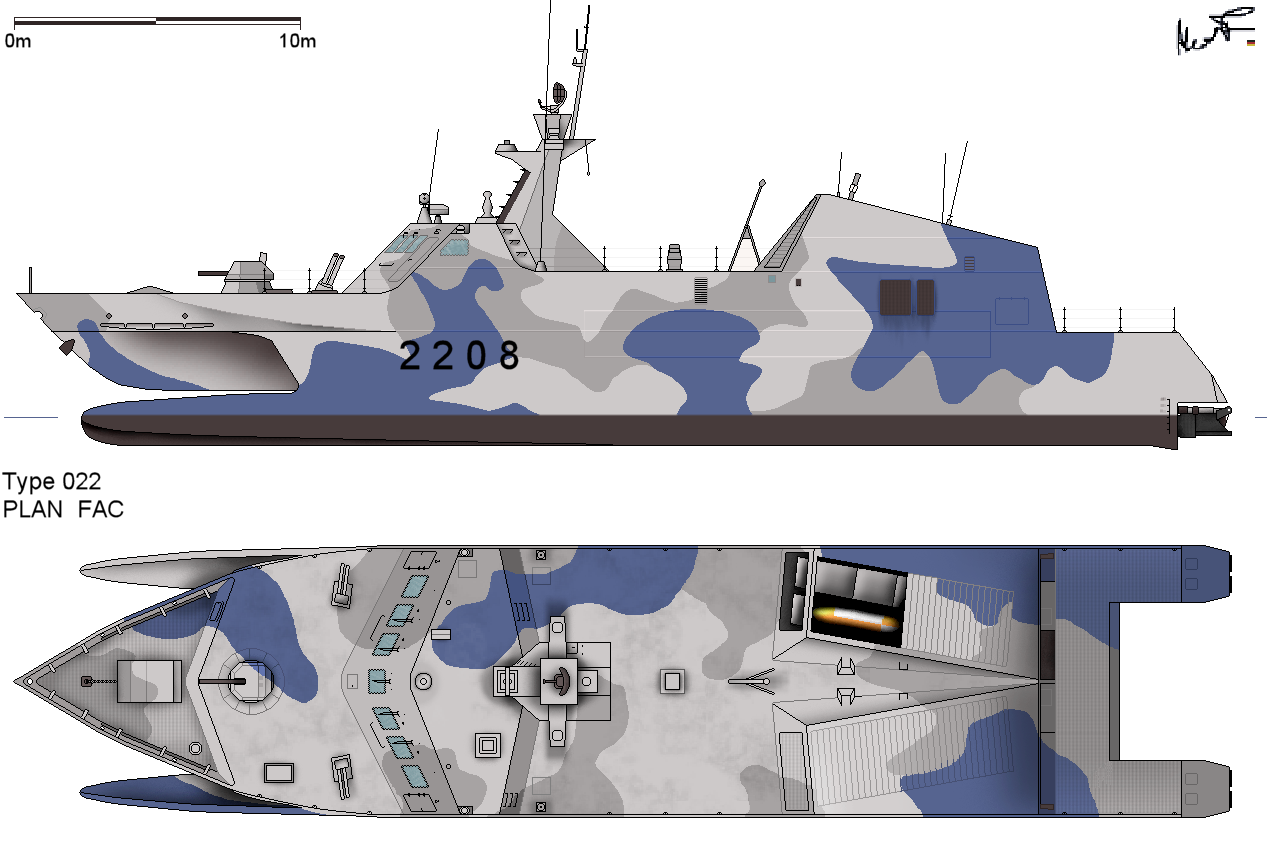
Patrouilleur rapide lance-missiles chinois Type022 (Désignation OTAN : classe Houbei).

À l'heure actuelle, le camouflage disruptif se rencontre encore de manière sporadique. La classe de corvette Visby suédoise, la classe de lance-missiles Hamina finlandais, la classe de lance-missiles Type 022 chinois, ou encore le prototype M80 Stiletto américain, arborent tous un camouflage disruptif, à des fins de furtivité.
Le camouflage disruptif peut également être rencontré dans le civil, à des fins artistiques. Des navires privés ont été peints en camouflage disruptif dans un but purement décoratif. Notamment les navires de la Sea Shepherd Conservation Society (SSCS) le Steve Irwin et le Bob Barker en bleu, gris et noir ainsi que le Sam Simon en blanc, gris et noir, navire utilisé dans le combat contre la chasse à la baleine, repeint en camouflage disruptif en 2011.
Ce camouflage a également connu des applications autres que maritimes ; en Autriche, des radars automatiques de contrôle de la circulation automobile ont été peints avec des motifs disruptifs afin d'empêcher les conducteurs de déterminer dans quelle direction celui-ci prenait la photo.